# Richard Morales
Richard Javier Morales Aguirre est un footballeur uruguayen, né le 21 février 1975 à Montevideo.

## Biographie
Surnommé El Chengue, il joua comme attaquant et fut international uruguayen à 27 reprises (2001-2005) pour 6 buts.
Il fit ses débuts avec l'Uruguay au cours de la Copa América 2001. Au cours de cette compétition, il inscrit un but à la 32e minute contre le Mexique (1-2) en demi-finale. L'Uruguay termina quatrième de cette compétition face au Honduras.
Il participa à la Coupe du monde de football 2002 en Corée du Sud et au Japon. Tout d'abord, il inscrit un doublé en barrages Amérique du sud/Océanie contre l'Australie, permettant de qualifier son pays. Ensuite en phase finale, il fut deux fois remplaçant contre le Sénégal et le Danemark, mais ne joua pas contre la France. Malgré ce mince temps de jeu, il inscrit un but à la 47e minute, contre la sensation du mondial, le Sénégal, permettant à l'Uruguay d'arracher le match nul (3-3). Mais l'Uruguay est éliminé au 1er tour.
Sa dernière compétition internationale fut la Copa América 2004. Il n'inscrit pas de but mais termine troisième de la compétition face à la Colombie.
Il joua dans des clubs uruguayens (Club Atlético Progreso, Club Atlético Basáñez, Nacional Montevideo et Fénix), dans deux clubs espagnols (Malaga CF et Osasuna Pampelune), dans un club brésilien, Grêmio Foot-Ball Porto Alegrense, et dans un club équatorien, LDU Quito, remportant trois championnats d'Uruguay et fut finaliste de Coupe du Roi en 2005 avec Osasuna.

## Clubs
- 1996 :  Club Atlético Progreso
- 1997-1998 :  Club Atlético Basáñez
- 1999-2002 :  Nacional Montevideo
- 2003-2005 :  Osasuna Pampelune
- 2005-2007 :  Malaga CF
- 2007-2008 :  Nacional Montevideo
- 2008-2009 :  Grêmio Foot-Ball Porto Alegrense
- 2009 :  LDU Quito
- 2009-2010 :  Fénix

## Palmarès
- Championnat d'Uruguay de football
  - Champion en 2000, en 2001 et en 2002
- Copa América
  - Troisième en 2004
  - Quatrième en 2001
- Coupe d'Espagne de football
  - Finaliste en 2005